# Tommy Ekblom
Tommy Uolevi Ekblom (Porvoo, 20 de setembro de 1959) é um atleta finlandês.
Participou dos Jogos Olímpicos de 1980 e de 1984, sempre na prova de 3000 metros com obstáculos.